# یدله (استان اشوی‌داشکسیه)
یدله (به لهستانی: Jedle) یک منطقهٔ مسکونی در لهستان است که در گمینا ووپوشنو واقع شده‌است. یدله ۳۳۷ نفر جمعیت دارد.